# Кронштадтский 199-й пехотный полк
199-й пехотный Кронштадтский полк — пехотная воинская часть Русской императорской армии.
Старшинство — с 16 августа 1806 года. Дислокация, в 1914 году, город Кронштадт Санкт-Петербургской губернии.

## Формирование полка
Полк образован 20 февраля 1910 г. из 1-го Кронштадтского крепостного пехотного и 199-го пехотного резервного Свирского полков.
1-й Кронштадтский крепостной пехотный полк имел старшинство с 16 августа 1806 г., когда из четырёх рот Томского мушкетёрского полка, с дополнением их рекрутами, был сформирован трёхбатальонный Нейшлотский мушкетёрский полк. 22 февраля 1811 г. Нейшлотский полк был наименован пехотным. 28 января 1833 г., при преобразовании армейской пехоты, полк этот, с присоединенными к нему двумя действующими и половиной резервного батальонами 46-го егерского полка, был переформирован в состав четырёх батальонов и назван Кронштадтским 1-м егерским. При преобразовании расположенных в Финляндии пехотных и егерских полков, Кронштадтский егерский полк был расформирован на составление линейных батальонов, причём 4, 5, 6 и 10-я роты его составили Финляндский № 1 линейный батальон. 24 сентября 1856 г. батальон этот был назван 1-м Кронштадтским линейным батальоном и 17 апреля 1863 г. поступил на составление Кронштадтского крепостного пехотного полка и составил его 1-й батальон, а 31 августа 1878 г. отделён от полка и наименован 5-м резервным пехотным батальоном (кадровым); 10 марта 1889 г. назван 1-м Кронштадтским крепостным пехотным батальоном, а 7 марта 1906 г. переформирован в двухбатальонный полк.
199-й пехотный резервный Свирский полк имел старшинство с 17 января 1811 г., когда из роты, оставшейся от расформирования Роченсальмского гарнизонного полка и штатной губернской роты Олонецкой губернии в городе Петрозаводске был сформирован Петрозаводский внутренний губернский полубатальон. 27 марта 1811 г. в полубатальоне была сформирована 3-я рота, и он переформирован в батальон, 14 июля 1816 г. наименован Петрозаводским внутренним гарнизонным батальоном, 13 августа 1864 г.— Петрозаводским губернским, 26 августа 1874 г.— Петрозаводским местным, 4 декабря 1887 г. переформирован в резервный пехотный батальон (кадровый). 25 марта 1891 г. назван Свирским резервным батальоном, 3 января 1897 г. переформирован в двухбатальонный полк и наименован 204-м пехотным резервным Свирским полком, 26 мая 1899 г. ему присвоен № 199.
Кронштадтскому полку присвоено старшинство с 16 августа 1806 г. Полковой праздник — 30 августа.
Полк имеет простое знамя с надписью «1806—1906», с Александровской юбилейной лентой.
Во время Первой мировой войны полк сражался на Северном и Юго-Западных фронтах.

## Командиры полка
- 21.01.1908 — 18.06.1910 — полковник Бергау, Иван Августович (1-го Кронштадтского крепостного пехотного полка )
- 18.06.1910 — 04.06.1913 — полковник (с 13.04.1913 генерал-майор) Бергау, Иван Августович
- 31.07.1913 — хх.11.1914 — полковник Христиани, Александр Григорьевич (убит)
- 10.12.1914 — после 01.01.1916 — полковник Радус-Зенкович, Лев Аполлонович
- 16.02.1916 — хх.01.1917 — полковник Рябиков, Павел Фёдорович
- 08.05.1917 — 18.09.1917 — Дорошевич, Николай Николаевич
- 02.10.1917 —? — Витковский, Владимир Константинович